# Ɨ̋
Cette page contient des caractères spéciaux ou non latins. S’ils s’affichent mal (▯, ?, etc.), consultez la page d’aide Unicode.
Ɨ̋ (minuscule : ɨ̋), appelé I barré double accent aigu, est un graphème utilisé dans l'alphabet scientifique des langues du Gabon. Il s’agit de la lettre Ɨ diacritée d’un double accent aigu.

## Utilisation
Dans l'alphabet scientifique des langues du Gabon, le < ɨ > représente le son [ɨ] et le double accent aigu représente le ton supra-haut.

## Représentations informatiques
Le I barré double accent aigu peut être représenté avec les caractères Unicode suivants :
- décomposé (latin de base, diacritiques)[1],[2],[3] :

| formes    | représentations | chaînes de caractères | points de code | descriptions                                                   |
| --------- | --------------- | --------------------- | -------------- | -------------------------------------------------------------- |
| capitale  | Ɨ̋               | Ɨ◌̋                    | U+0197 U+030B  | lettre majuscule latine i barré diacritique double accent aigu |
| minuscule | ɨ̋               | ɨ◌̋                    | U+0268 U+030B  | lettre minuscule latine i barré diacritique double accent aigu |